# Делехово
Делехово — село в Скопинском районе Рязанской области России, входит в состав Павелецкого городского поселения.

## География
Село расположено в 4 км на запад от центра поселения рабочего посёлка Павелец и в 29 км на запад от райцентра города Скопин.

## История
Делехово первоначально в качестве деревни входило в состав Кремлевского прихода, от которого оно отошло не ранее 1685 года. В это время в нём располагалась новопостроенная церковь. Вместо этой уже обветшавшей к тому времени церкви, была в 1712 году построена новая церковь с прежним храмонаименованием. В 1839 году церковь эта была распространена по указу Священного Синода, сделана крестообразной. Возобновлена церковь была в 1878 году. В клировых ведомостях за 1914 год о церкви указано, что в 1896 году 4 ноября была освящена трапезная часть, перестроенная к тому времени на средства прихожан. Каменная церковь с такой же колокольней в одной связи, была покрыта железом. Престолов в ней было два: правый — во имя святителя Николая Мирликийского чудотворца и левый — во имя пророка Илии. Церкви принадлежала церковно-приходская школа. Состояние домов было удовлетворительное.
В XIX — начале XX века село входило в состав Затворниковской волости Скопинского уезда Рязанской губернии. В 1906 году в селе было 285 дворов.
С 1929 года село являлось центром Делеховского сельсовета Горловского района Рязанского округа Московской области, с 1937 года — в составе Рязанской области, с 1959 года — в составе Скопинского района, с 2005 года — в составе Павелецкого городского поселения.

## Население
| 1859 | 1897  | 1906  | 2010 | 2023 |
| ---- | ----- | ----- | ---- | ---- |
| 1327 | ↗1785 | ↗2256 | ↘126 | ↘103 |

## Достопримечательности
В селе расположена церковь Михаила Архангела.